# Bilgeyis Hashimzade
Bilgeyis Hashimzade, född 1900, död 1961, var en azerbajdzjansk jurist.
Hon blev 1926 landets första kvinnliga advokat. 